# Neisseria dentiae
Neisseria dentiae – gatunek bakterii z rodzaju Neisseria, którego obecność została wykryta w płytce nazębnej krów. Tworzy nieruchliwe dwoinki (lub sporadycznie tetrady) o średnicy około 1 mikrometra. Kolonie mogą rosnąć na agarze z krwią, na którym osiągają średnicę 1 mm po 24 godzinach hodowli w temperaturze 35°C. Bardzo rzadko wykazuje aktywność hemolityczną. Większość szczepów zdolnych jest do redukcji azotynów, natomiast nie są w stanie redukować azotanów. Wytwarza katalazę. Utlenia węglowodany do kwasów. Może metabolizować glukozę, kwas glukonowy, sacharozę oraz często fruktozę, maltozę i salicynę, natomiast nie korzysta z laktozy, mannitolu, mannozy i trehalozy. Jest podatna na antybiotyki – kolistynę i penicylinę.